# Polyscias fulva
Polyscias fulva là một loài thực vật có hoa trong Họ Cuồng cuồng. Loài này được (Hiern) Harms miêu tả khoa học đầu tiên năm 1894.